# St. Vitus (Gilching)

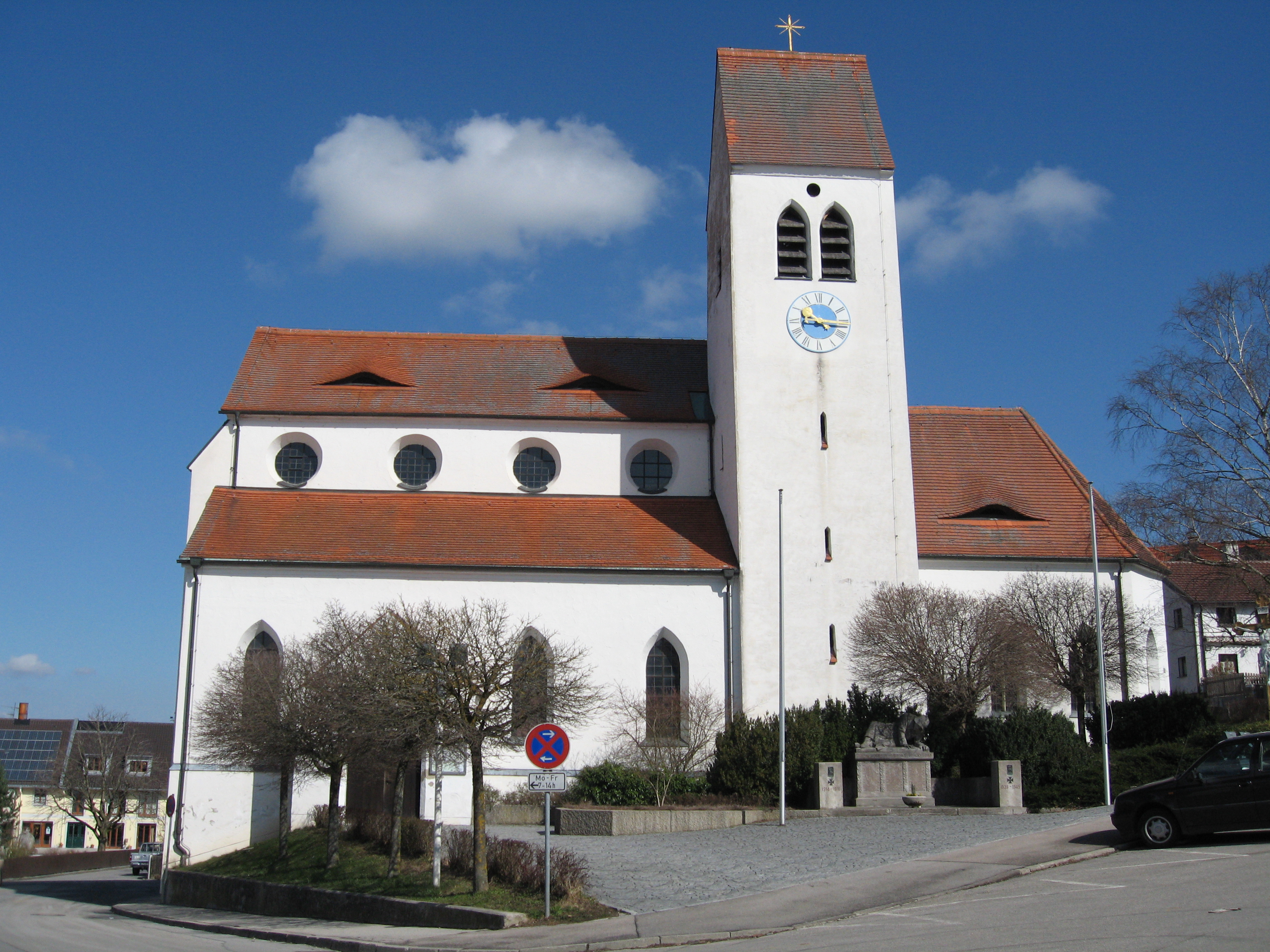
St. Vitus in Gilching

Die römisch-katholische Pfarrkirche St. Vitus ist ein Baudenkmal in Gilching im Landkreis Starnberg.

## Geschichte
Die Kirche gehörte ab 804 zum Kloster Schlehdorf. Ab 1315 ist eine Vituskirche dokumentiert. Der heutige Bau wurde um 1709 errichtet, nachdem ein Teil des Vorgängerbaus eingestürzt war. Dabei wurde der Chor mit Chorflankenturm aus dem Anfang des 16. Jahrhunderts einbezogen. 1836 bis 1838 wurde das Langhaus verlängert. Nachdem die Kirche 1944 bei einem Bombenangriff starke Beschädigungen erlitten hatte, wurde sie in der Folge grundlegend erneuert. 1978 bis 1981 fanden Renovierungen an dem Gotteshaus statt.

## Baubeschreibung
St. Vitus ist ein flachgedeckter Saalbau mit dreischiffigem Langhaus und dreiseitig geschlossenem, netzgewölbtem Chor.

## Ausstattung

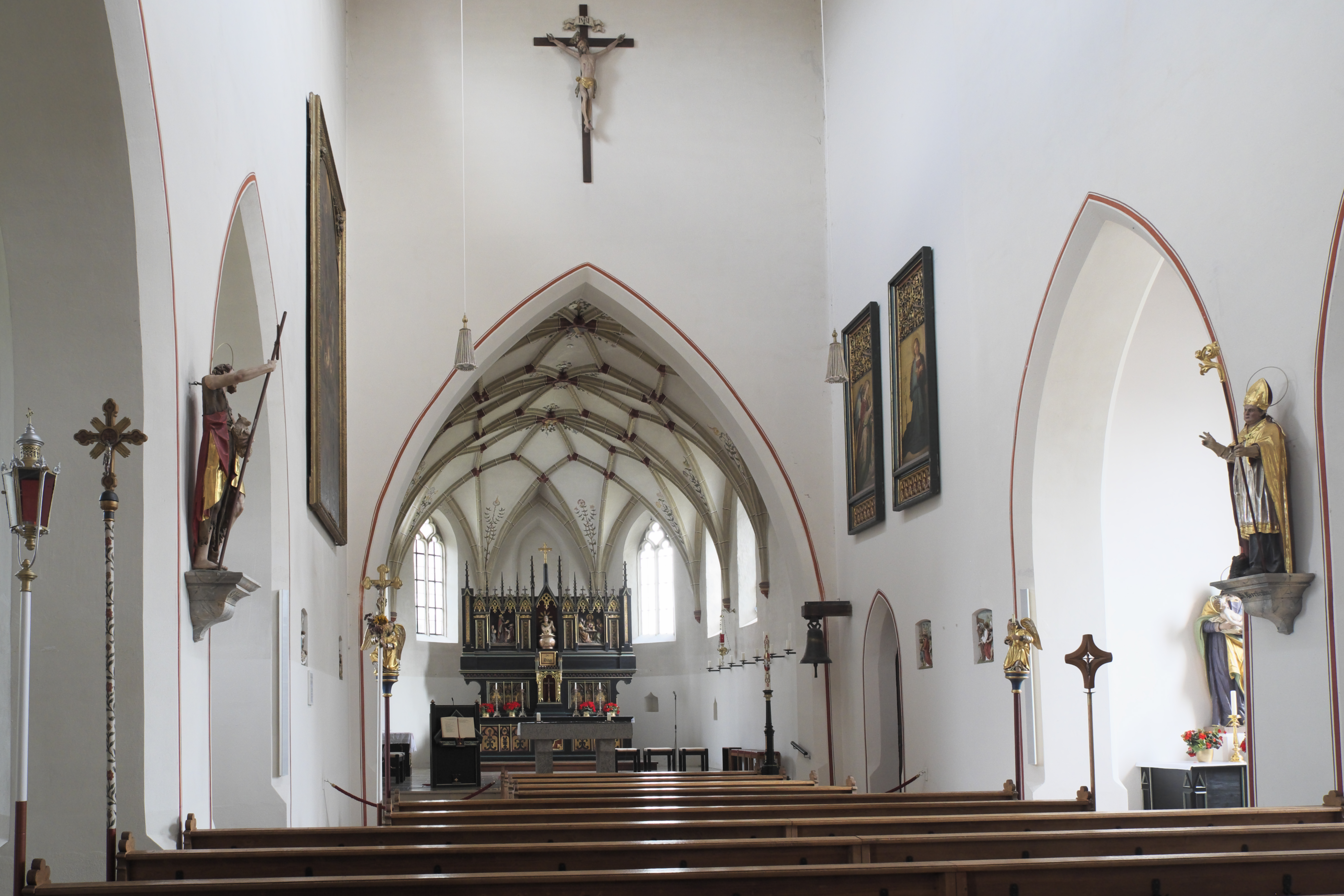
Innenraum

Die thronende Muttergottesfigur am nördlichen Seitenaltar ist aus dem Anfang des 17. Jahrhunderts. Aus der Mitte des 17. Jahrhunderts ist ein ehemaliges Altarblatt an der Nordwand, auf dem der heilige Sebastian dargestellt ist, der auf einen Mühlstein gebunden wird. An der Westwand finden sich Priestergrabsteine, von denen der für Pfarrer Pechtold (bez. 1442) und der für Michael Weixner (gest. nach 1482) bemerkenswert sind. Letzterer wird dem Augsburger Bildschnitzer Hanns Peurlin d. Ä. zugeschrieben.
Die Figuren von Maria und Johannes der Kreuzigungsgruppe an der Südseite, vermutlich um 1750, sind wohl aus der Werkstatt des Allinger Bildhauers und Malers Martin Schmid. Sie stammten ursprünglich aus der alten Kirche in Argelsried und wurden 2023 restauriert. Eine überlebensgroße Figur des heiligen Sebastian um 1670, ursprünglich in St. Vitus, befindet sich heute in der neuen Pfarrkirche St. Sebastian.

## Glocken
Die seitlich am Chorbogen angebrachte sogenannte Arnoldusglocke aus dem 12. Jahrhundert ist eine der ältesten datierbaren Glocken Bayerns.
Aus dem Turm erklingt heute ein Gußstahlgeläute des Bochumer Vereins aus dem Jahr 1948 im Salve Regina Motiv des1 - f1 - as1 - b1.

## Orgel

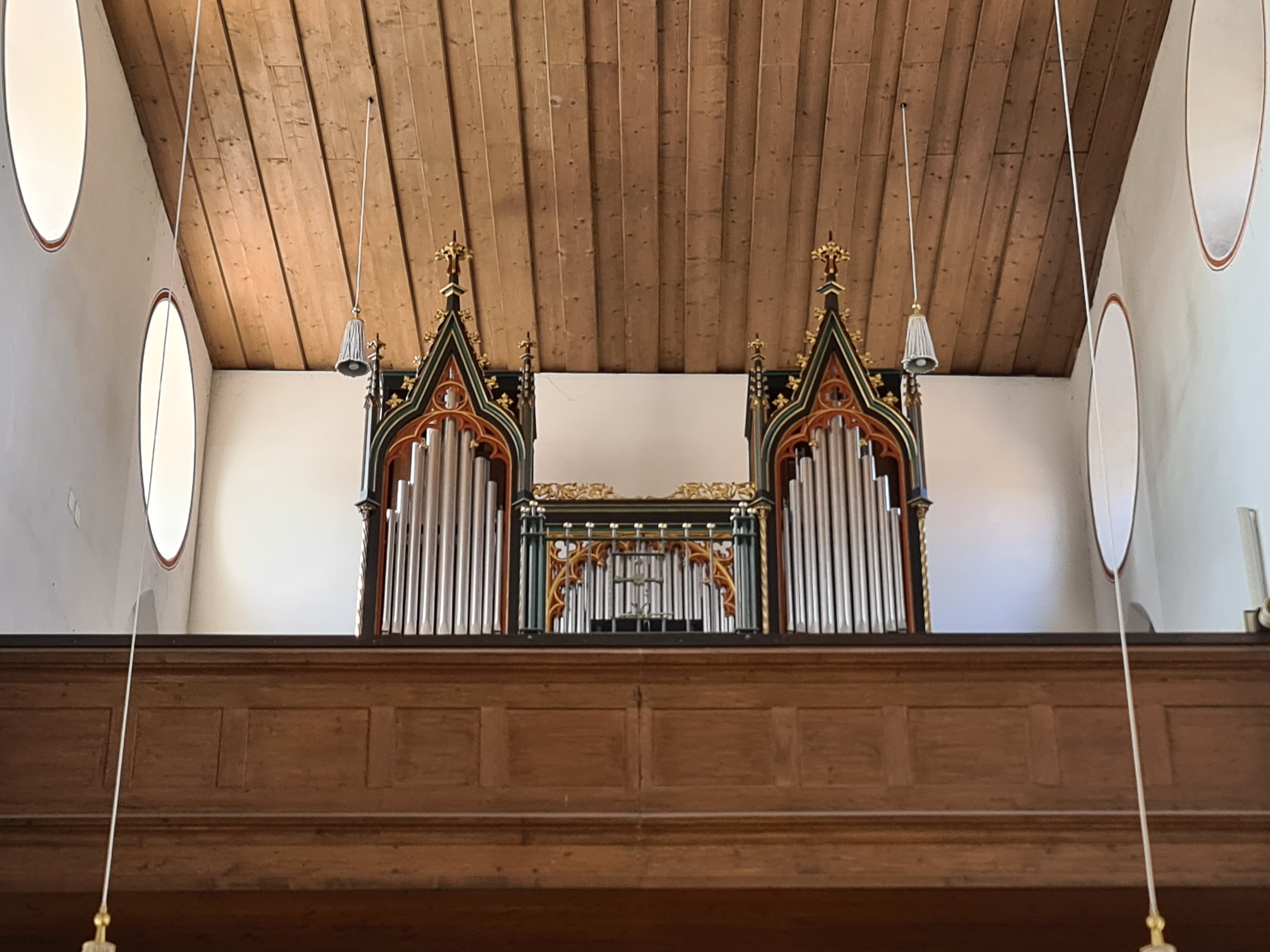
Orgel

Die Orgel wurde 1849/1850 von Georg Beer geschaffen. Sie verfügt über 12 Register auf zwei Manualen und Pedal. Die Spiel- und Registertrakturen der Schleifladen sind mechanisch. Der Spieltisch ist freistehend. Das Gehäuse ist neogotisch ausgeführt. Das Instrument wurde 1981 von Dieter Schingnitz restauriert. Es hat folgende Disposition:
| I. Manual C–f3 |            |    |
| 1.             | Principal  | 8′ |
| 2.             | Gamba      | 8′ |
| 3.             | Hohlflöte  | 8′ |
| 4.             | Oktave     | 4′ |
| 5.             | Hohlflöte  | 4′ |
| 6.             | Mixtur III | 2′ |

| II. Manual C–f3 |            |    |  |
| 7.              | Gedackt    | 8′ |  |
| 8.              | Viola      | 8′ |  |
| 9.              | Salicional | 8′ |  |
| 10.             | Flöte      | 4′ |  |
| 11.             | Flautino   | 2′ |  |

| Pedalwerk C–d1 |         |     |  |
| 12.            | Subbass | 16′ |  |

- Koppeln: II/I, I/P, II/P